# Neel Sethi
Neel Sethi (Nova Iorque, 22 de dezembro de 2003) é um ator índio-americano, mais conhecido por interpretar o papel de Mogli no longa-metragem Mogli: O Menino Lobo (2016), dirigido por Jon Favreau.

## Biografia
Em 2013, Sethi fez sua estréia como ator no curta-metragem Diwali. Em 2014, foi selecionado em uma concorrência direta com milhares de atores mirins ao redor do mundo todo. Com apenas onze anos foi escalado para protagonizar o blockbuster da  Walt Disney Pictures, The Jungle Book, baseado na versão de mesmo nome de 1967 . À produção live-action, Neel foi o único ator presente em cena, com o restante do elenco sendo composto somente pelas vozes dos dubladores e seus respectivos personagens em animação. Depois de lançado, o filme recebeu críticas positivas e arrecadou quase 1 bilhão de dólares, rendendo-lhe duas indicações ao Teen Choice Awards e ao Young Artist Awards.

## Filmografia

### Cinema
| Ano  | Título          | Personagem | Direção     | Notas          |
| ---- | --------------- | ---------- | ----------- | -------------- |
| 2013 | Diwali          | Jay        | Raj Trivedi | Curta-metragem |
| 2016 | The Jungle Book | Mogli      | Jon Favreau | Protagonista   |

## Prêmios e indicações
| Ano  | Prêmio                   | Categoria                         | Trabalho        | Resultado |
| ---- | ------------------------ | --------------------------------- | --------------- | --------- |
| 2016 | Teen Choice Awards       | Melhor ator em um filme de ação   | The Jungle Book | Indicado  |
| 2016 | 38th Young Artist Awards | Melhor Ator em Filme - Jovem Ator | The Jungle Book | Indicado  |